# Jesuitenkirche (Heidelberg)

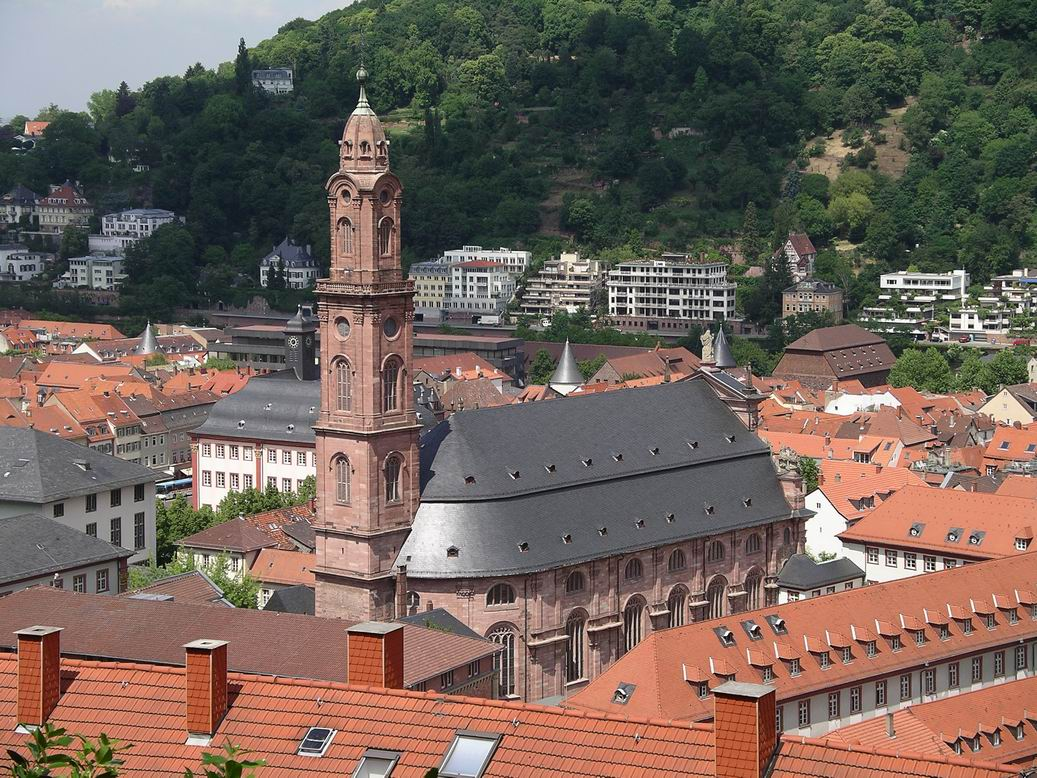
Heidelberger Jesuitenkirche

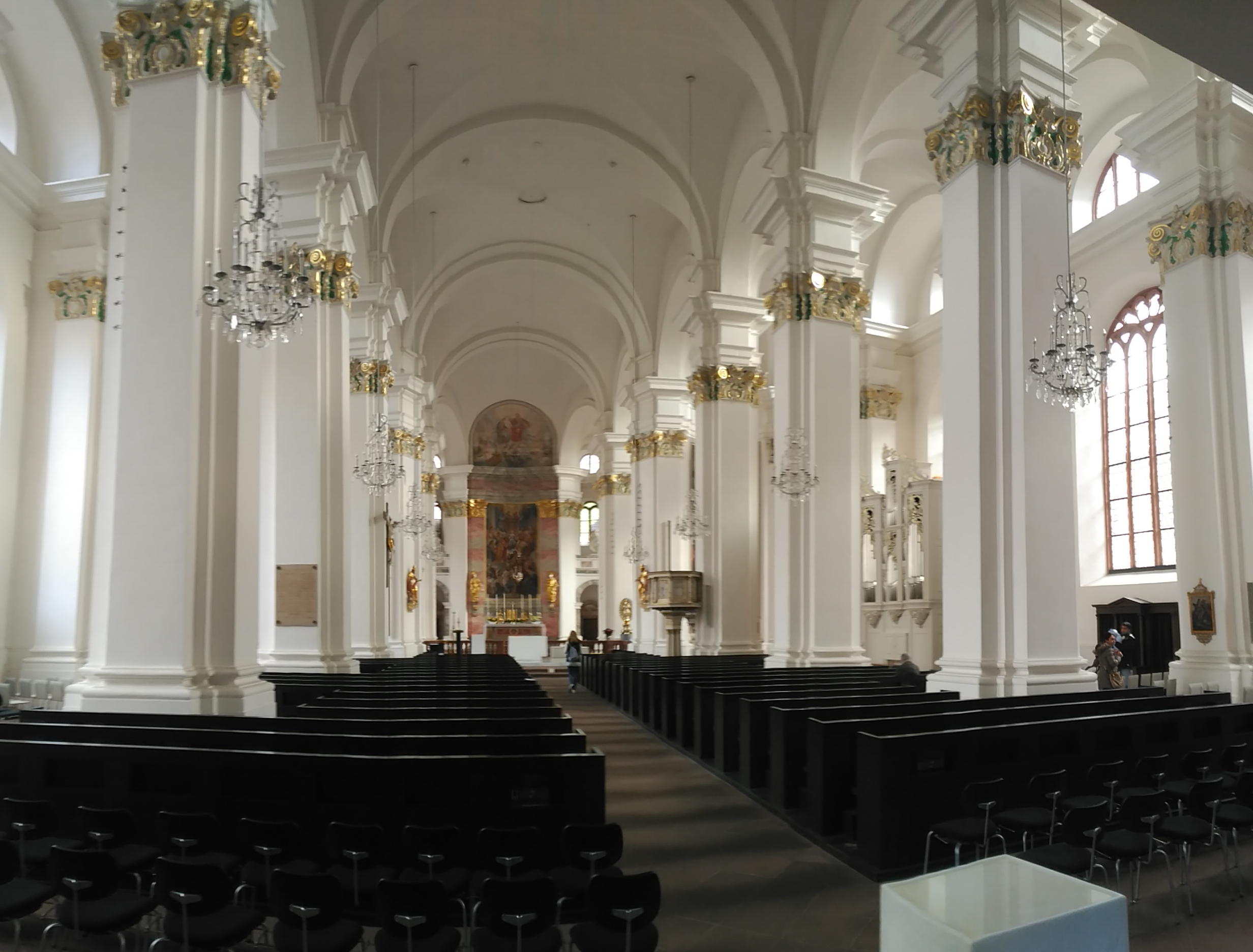
Innenansicht der Jesuitenkirche

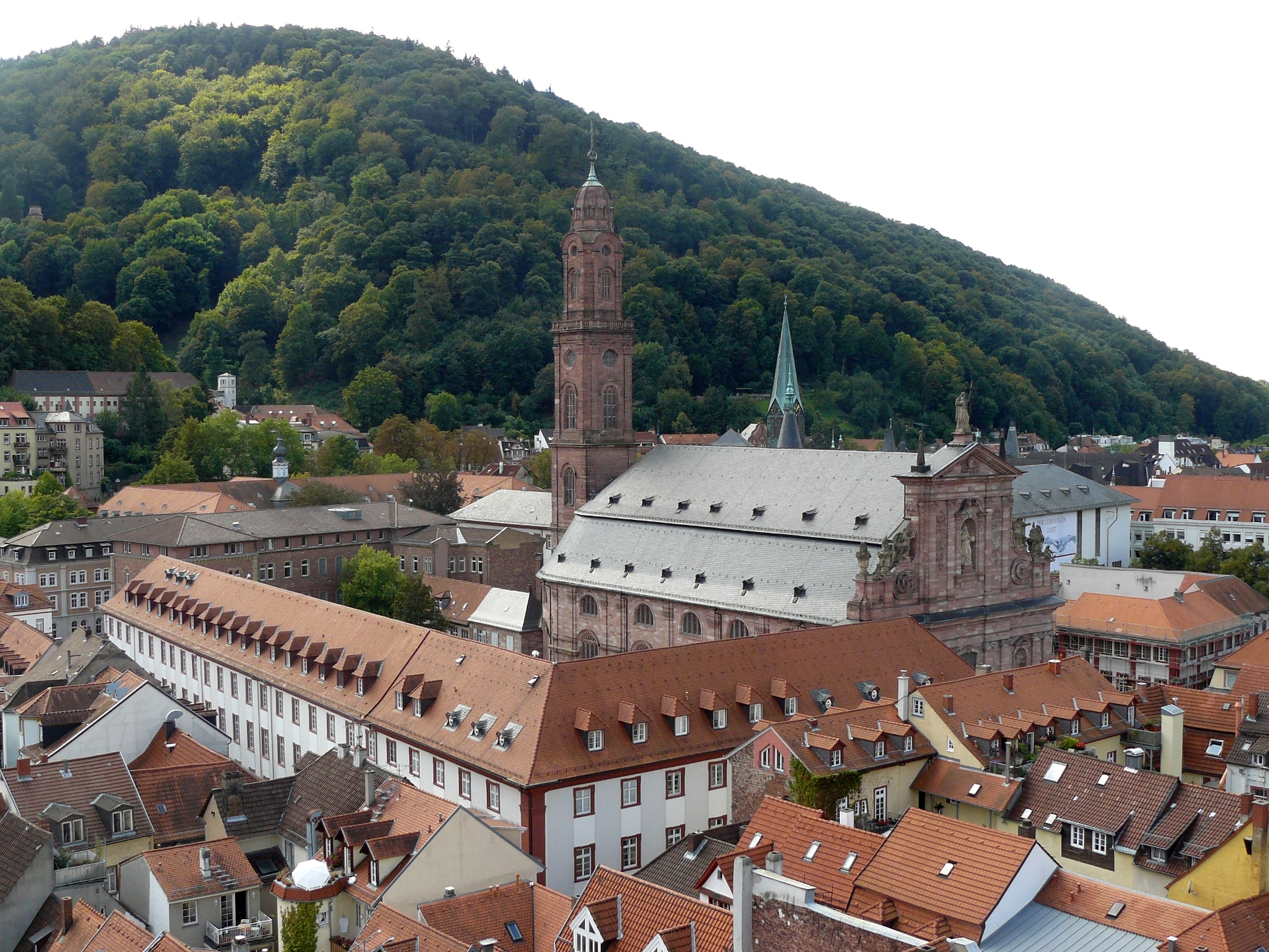
Ansicht der Jesuitenkirche mit dem Gebäude des ehemaligen Kollegs, im Bildhintergrund, der im Süden der Heidelberger Altstadt angrenzende Gaisberg

Die Jesuitenkirche (offizieller Name: Pfarrkirche Heiliger Geist und St. Ignatius) ist neben der Heiliggeistkirche die größte und bedeutendste Kirche in Heidelberg und bildet den architektonischen Schwerpunkt des ehemaligen Jesuitenviertels in der Altstadt in unmittelbarer Nähe des Universitätsplatzes. Sie ist heute die Hauptkirche der römisch-katholischen Heilig-Geist-Gemeinde in der Heidelberger Altstadt. Die Kirche wurde von 1712 bis 1759 im Barockstil errichtet, der neubarocke Turm wurde erst in den Jahren 1868 bis 1872 angefügt. Die Kirche, die nicht wie üblich geostet, sondern nach Süden ausgerichtet ist, ist ein „ebenso bemerkenswerter wie ungewöhnlicher Bau“.
An die Kirche angeschlossen ist das Museum für sakrale Kunst und Liturgie mit Schatzkammer. Dort sind unter anderem Heiligenfiguren, Kelche und Monstranzen sowie Messgewänder aus vergangenen Jahrhunderten ausgestellt.

## Geschichte

### Jesuiten in Heidelberg

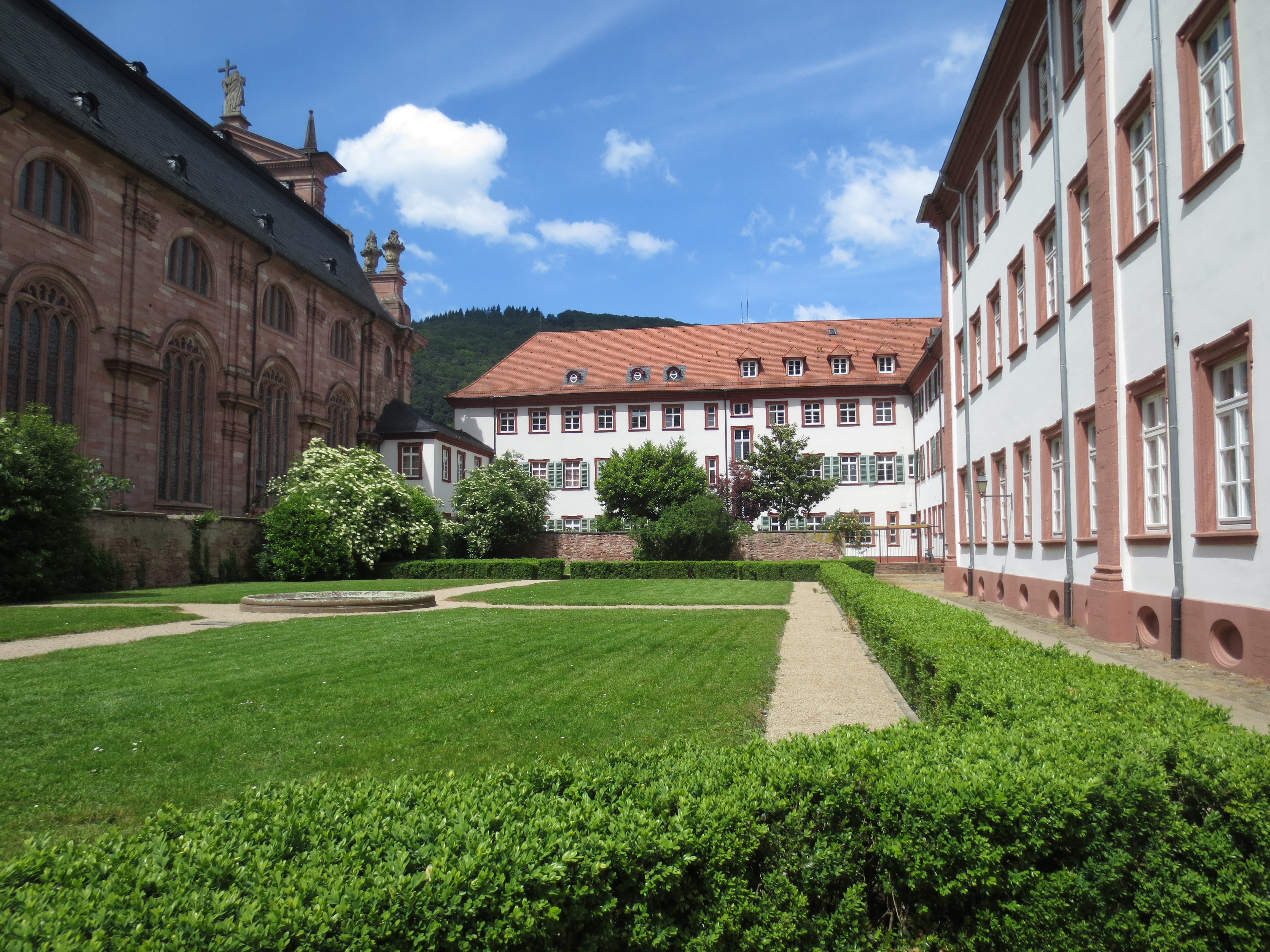
Jesuitenkolleg mit Garten und Jesuitenkirche

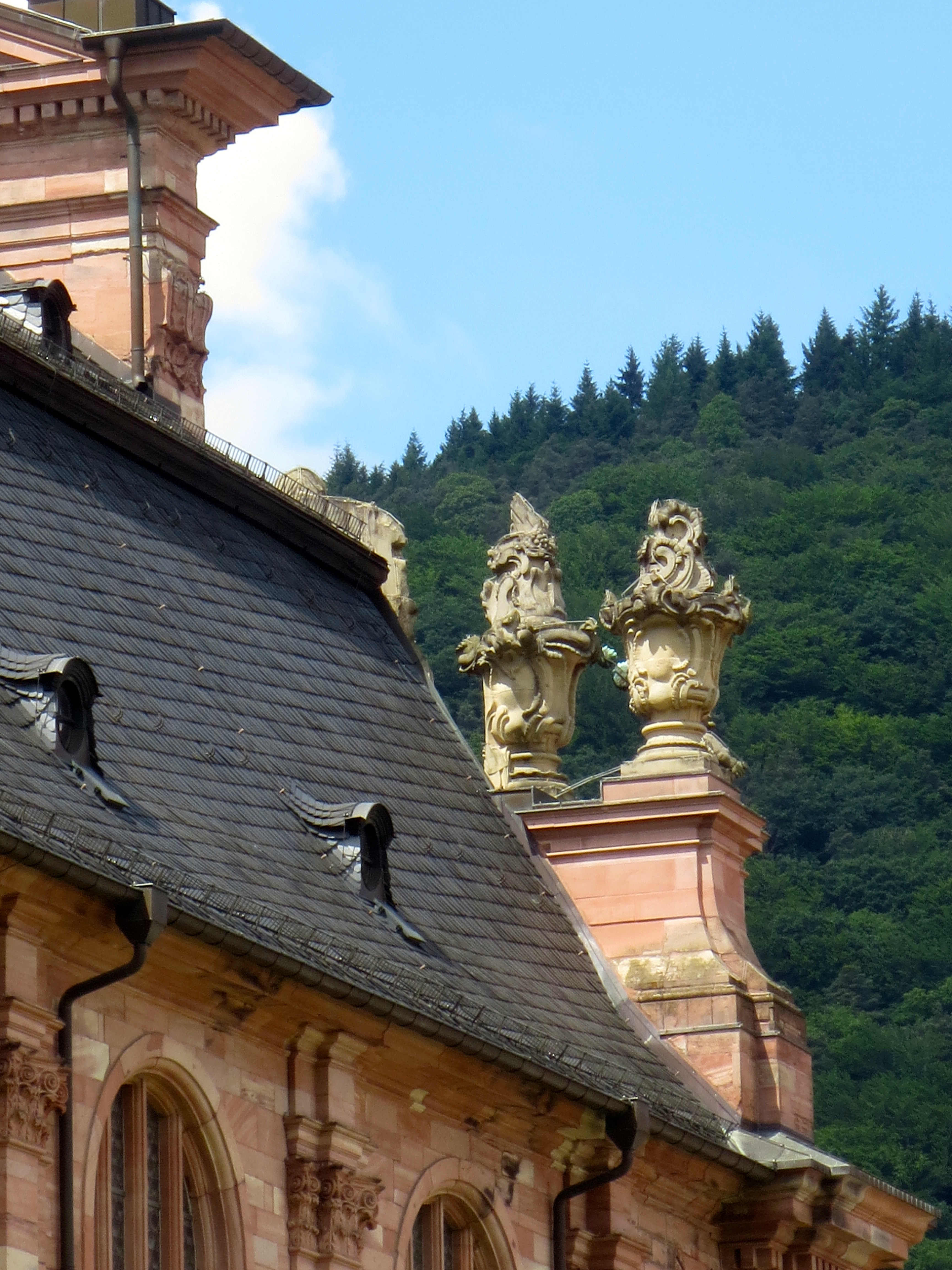
Barockskulpturen, Giebelschmuck an der Eingangsfassade der Jesuitenkirche Heidelberg aus dem Blickwinkel des anschließenden Innenhofes des Kollegs der Jesuiten gesehen, im Hintergrund der Heiligenberg

Die Jesuiten waren schon 1622 während des Dreißigjährigen Krieges, nach den Siegen von Johann T’Serclaes von Tilly über die Protestantische Union und aus Anlass der Besetzung Heidelbergs durch bayerische Truppen, nach Heidelberg gekommen. Allerdings war dieses Intermezzo schon bald zu Ende. Erst 1698, nach dem Dynastiewechsel von der reformierten Linie Pfalz-Simmern zur katholischen Linie Pfalz-Neuburg der Pfälzer Wittelsbacher, rief Kurfürst Johann Wilhelm – nach einem kurzen Zwischenspiel in den 1680er Jahren – den Jesuitenorden wieder nach Heidelberg. Dieser sollte eine wichtige Rolle bei den Rekatholisierungsbemühungen des Kurfürsten in der bislang protestantischen Kurpfalz spielen. Zu Beginn kamen nur 2 Patres und 1 Frater in Heidelberg an. In der Blütezeit des Ordens in Heidelberg stieg die Zahl bis auf knapp 100 Jesuiten an. Diese waren vor allem an der Universität, im Schuldienst und in der Seelsorge tätig. Zeitweise hatte der Orden sieben Professuren an der Universität inne.
Der Grundstein für das Kollegiengebäude wurde 1703 gelegt. Zuvor hatte der Kurfürst den Jesuiten ein großes Areal im Südwesten der Heidelberger Kernaltstadt zugesprochen, das sich zwischen der (damals noch weiter nach Süden reichenden) Heugasse und der Kettengasse ausdehnte und von der Stadtmauer im Süden bis auf die Höhe der (damals noch nicht in dieser Form existierenden) heutigen Merianstraße reichte. Dieses Gebiet war bis zur Zerstörung der Stadt im Pfälzischen Erbfolgekrieg durch herrschaftliche Bauten geprägt gewesen, darunter die Pferde- und Wagenstallungen der Heidelberger Pfalzgrafen, die Anwesen verschiedener Hofadeliger und -beamter sowie als herausragende Gebäude die Heidelberger Stadthöfe des Wormser Bischofs und der Herren von Venningen.
Auf dem neu erworbenen Areal entstanden in den Jahren ab 1703 die Bauten des Jesuitenordens, die ähnlich der Klausur eines Klosters um einen großräumigen Innenhof angelegt wurden. Die Bauarbeiten an dem Baukomplex waren 1712, als man mit dem Bau der westlich anschließenden Jesuitenkirche begann, erst teilweise zum Abschluss gebracht. Der Südflügel, den man im 19. Jahrhundert wieder abgerissen hat, wurde erst 1732 vollendet. Das Heidelberger Jesuitenkolleg wurde mit der Aufhebung des Jesuitenordens im Jahre 1773 aufgelöst. Von da an wurde das großzügig angelegte Gebäude, von dem heute nur noch zwei Flügel stehen, für verschiedene Zwecke genutzt: Bis 1793 hatte hier der Lazaristenorden sein Domizil. Danach diente das Gebäude zweckentfremdet eine Zeit lang als Kaserne. Später wurde es versteigert und privat genutzt. Danach wiederum beherbergte es zuerst eine Höhere Bürgerschule, dann ein Gymnasium. Gegenwärtig befinden sich in dem Gebäude das Anglistische Institut der Universität und das Pfarrhaus der Heilig-Geist-Gemeinde. Ein Teil des Gebäudes dient als privater Wohnraum.

### Geschichte der Kirche

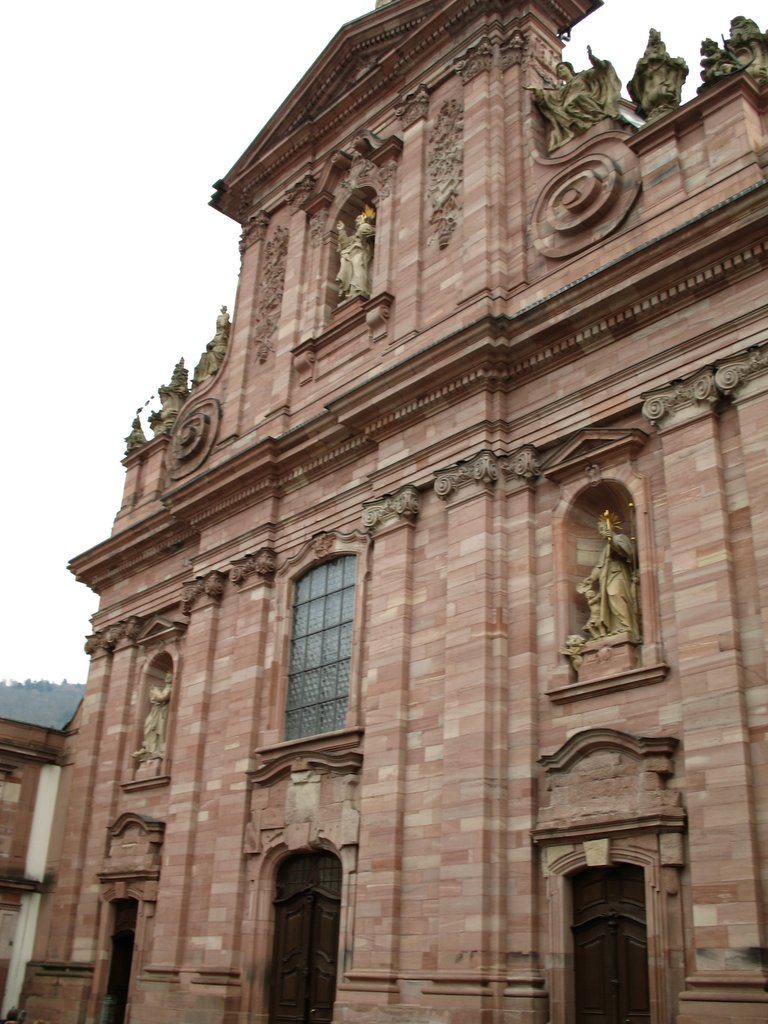
Fassade der Jesuitenkirche

Von Anfang an war für das Jesuitenkolleg auch eine Kirche geplant, wie aus einem approbierten Plan für das Jesuitenkolleg aus dem Jahr 1703 hervorgeht. Im Jahr 1711 wurde mit den Vorbereitungen für den Kirchenbau begonnen, der Riss wurde zur Genehmigung nach Rom gesandt. Die Grundsteinlegung für die Kirche fand am 19. April 1712, dem Geburtstag des Kurfürsten Johann Wilhelm, statt. Erst am 18. Juni 1712 traf aus Rom die Approbation durch den Ordensgeneral Michelangelo Tamburini ein.
Unter der Leitung von Johann Adam Breunig wurde zunächst der Chor erbaut und dann mit dem Langhaus begonnen. Vorbild für diesen Bau war die damals noch neue Jesuitenkirche St. Martin in Bamberg. Nach dem Tod des Kurfürsten Johann Wilhelm wurden im Jahr 1717 die Bauarbeiten zunächst eingestellt. Hauptgrund dafür war, dass Kurfürst Johann Wilhelms Nachfolger Carl Philipp in seiner neuen Residenz Mannheim den Bau der dortigen Jesuitenkirche bevorzugte und die Heidelberger Ordensleute nicht mehr ausreichend unterstützte. Die schon fertiggestellten Teile der Kirche wurden mit einer Mauer abgeschlossen, sodass sie als Kapelle genutzt werden konnte. Erst 1749 begann unter der Leitung des kurpfälzischen Hofarchitekten Franz Wilhelm Rabaliatti die Vollendung der Kirche,  die bis 1759 andauern sollte.
Nach Aufhebung des Jesuitenordens im Jahr 1773 diente die Kirche erst den Lazaristen und wurde dann für weltliche Zwecke, unter anderem als Lagerraum, genutzt. 1793–1797 wurde die Jesuitenkirche als Lazarett für Verwundete des ersten Koalitionskrieges verwendet. Auch noch während der ersten Hälfte der Napoleonischen Kriege, insgesamt bis 1808, diente die Kirche als Lazarett. Am 1. November 1809 erhielt die katholische Heilig-Geist-Gemeinde vom badischen Großherzog Karl Friedrich die Jesuitenkirche als Pfarrkirche, da der Chor der Heiliggeistkirche für die katholische Gemeinde zu klein geworden war. Denn nach der Aufhebung der in Heidelberg zahlreich vorhandenen Klöster im Rahmen der Säkularisation konnte katholischer Gottesdienst nur noch im Chor der Heiliggeistkirche gefeiert werden. Den Antrag der Universität Heidelberg, ihr die Jesuitenkirche als Standort für die Universitätsbibliothek zu überlassen, lehnte der Großherzog ab. Die katholische Gemeinde brachte die barocke Ausstattung des Heiliggeistchors – bis auf die Kanzel, die an die runden Säulen der Heiliggeistkirche angepasst war und daher in der Jesuitenkirche nicht verwendet werden konnte – mit, was dafür spricht, dass von der ursprünglichen Ausstattung der Kirche nichts erhalten war.
Von 1868 bis 1872 wurde der Turm der Kirche erbaut. Während der Renovierung von 1872 bis 1874 wurde der Innenraum tiefgreifend umgestaltet. Unter anderem wurde an den Säulen der Sandstein freigelegt, die Decke dunkel gestrichen und die barocke Ausstattung entfernt. Von dem barocken Hochaltar ist lediglich die hölzerne Tabernakeltür mit einer Darstellung des Pfingstwunders erhalten. Die vorletzte Kirchenrenovierung war in den Jahren 1953/54, dabei wurde die Kirche innen hell anstatt dunkel gehalten. Zum letzten Mal wurde die Kirche von 2001 bis 2004 renoviert. Dabei wurde der Altarbezirk neugestaltet. Auch erhielt die Kirche ein neues Gestühl und eine neue Verglasung.

## Beschreibung und Architektur

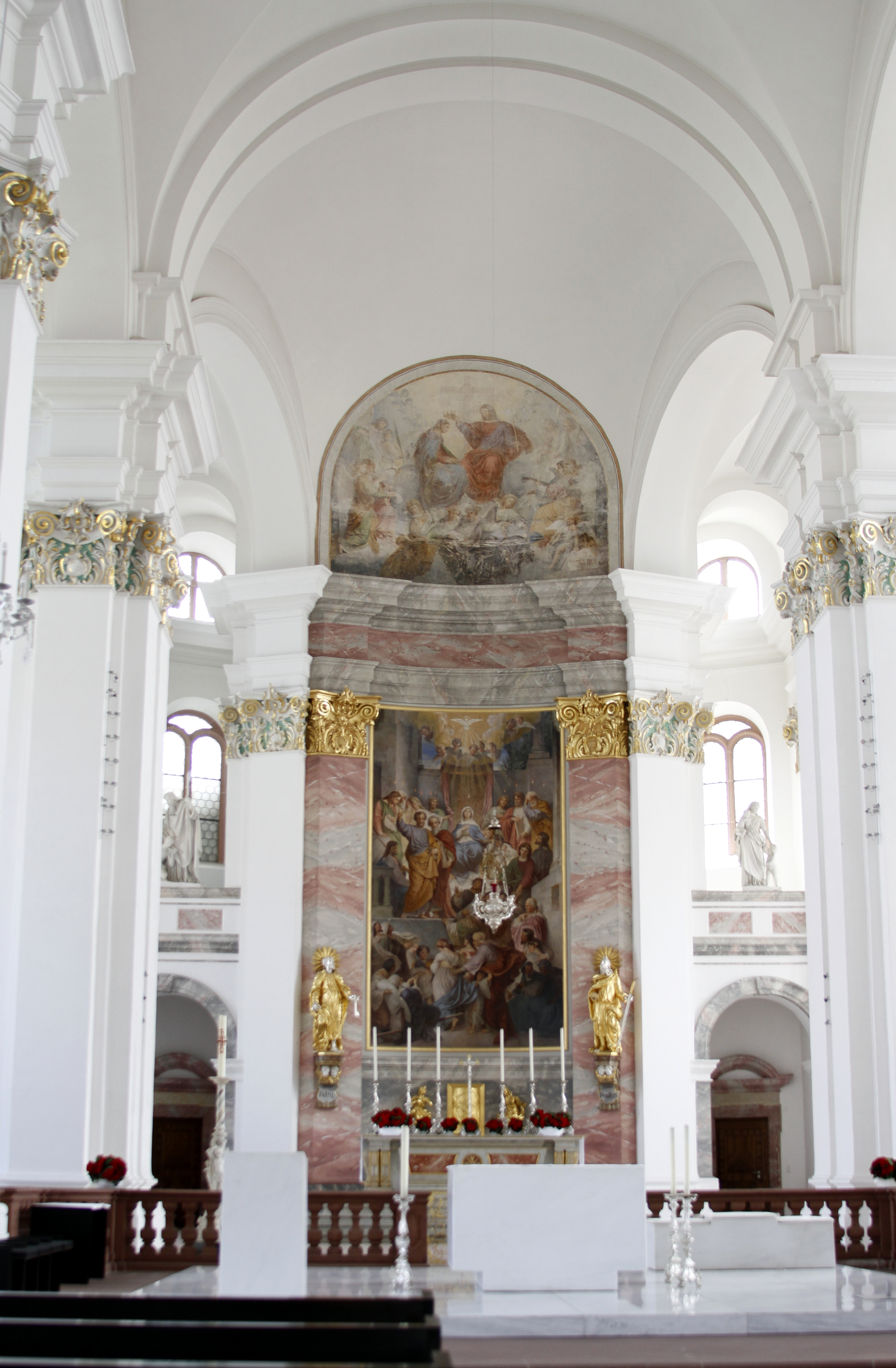
Altarraum der Jesuitenkirche

Die im Barockstil erbaute Jesuitenkirche ist eine dreischiffige Pfeilerhalle, wobei der Typ der Hallenkirche zum Zeitpunkt der Erbauung der Kirche ein vergleichsweise altmodischer Bautyp war. Die Kirche ist aus heimischem Buntsandstein erbaut. Das Langhaus besteht aus fünf Jochen, der Hallenchor aus zwei Jochen. Das Eingangsjoch ist verkürzt und mit einer Empore ausgestattet. Das fünfte Joch ist länger als die übrigen und vermittelt die Illusion eines Querhauses. Die Freipfeiler mit quadratischem Kern korrespondieren mit Wandpfeilern, die ebenfalls einen quadratischen Kern haben und mit kurzen Mauerzungen an die Seitenwände angebunden sind. An den Pfeilern befinden sich kräftige Pilaster. Die Seitenschiffe sind gegen den Chor durch Wände abgeschlossen. Die Seitenschiffe sind merklich schmaler und etwas niedriger als das Langhaus. Sowohl über dem Langhaus als auch über den Seitenschiffen befinden sich Kreuzgratgewölbe.

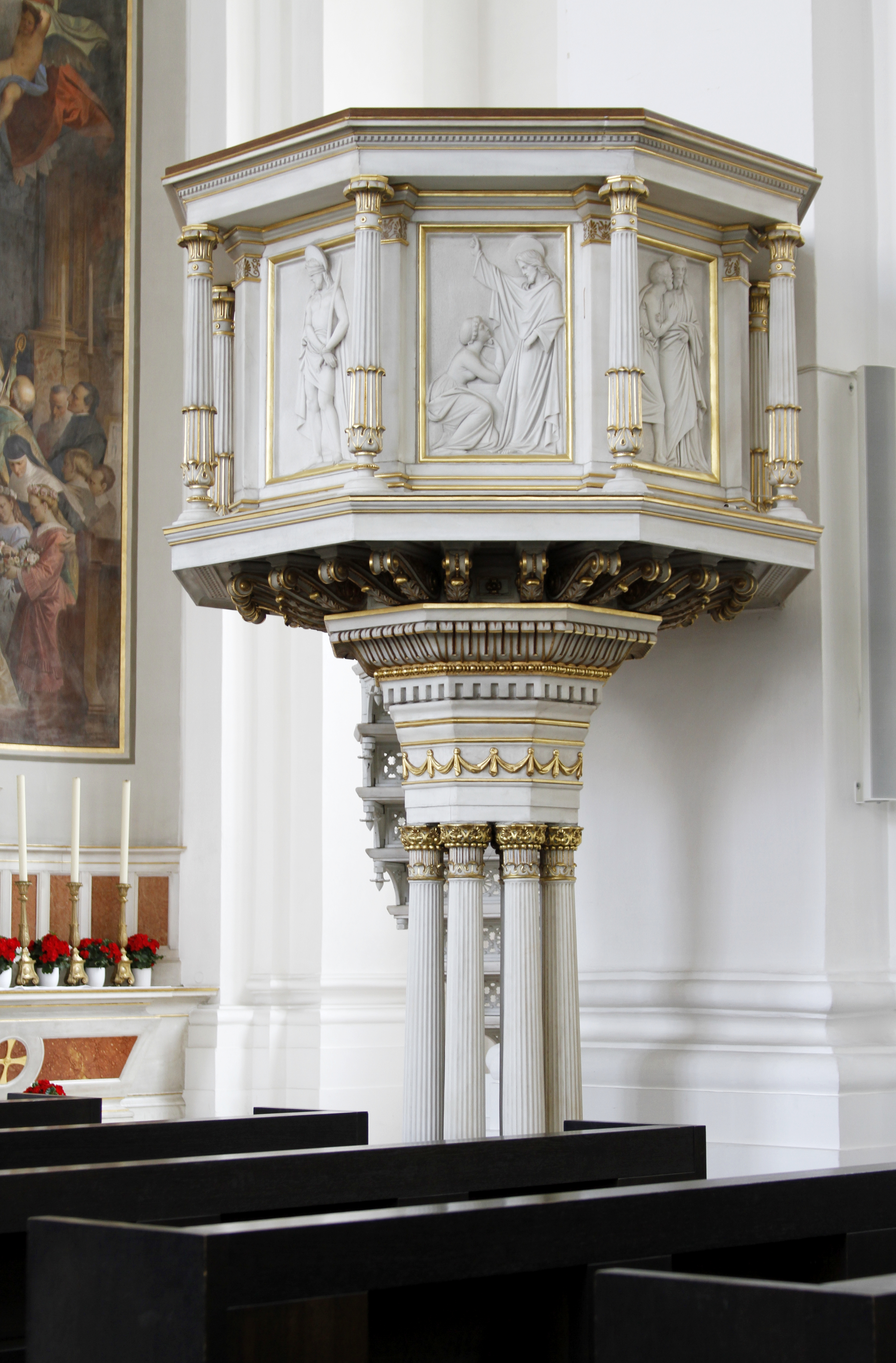
Kanzel

Bedeutend ist die Hauptfassade an der Nordseite, die prächtige Giebelfassade am Richard-Hauser-Platz. Sie vertritt mit der Superposition zweier Ordnungen den in Deutschland seltenen Typ der Römischen Fassade und erinnert an die Mutterkirche des Jesuitenordens, Il Gesù in Rom. Die Fassade ist in drei Vertikalachsen aufgeteilt. Der Mittelteil ragt auffallend hoch auf, mit einem Dreiecksgiebel als Abschluss. In der mittleren Nische im oberen Teil steht die Figur des Erlösers Jesus Christus. Seitlich darunter, in den Nischen über den Seitenportalen, stehen die Skulpturen des Ordensgründers Ignatius von Loyola und des Jesuitenmissionars Franz Xaver. An den Seiten des geschwungen aufragenden Mittelteils befinden sich die Allegorisierungen der christlichen Kardinaltugenden Liebe und Hoffnung. Auf der Giebelspitze, über den Dächern der Stadt weithin sichtbar, steht mittig in triumphierender Haltung die Kardinaltugend des Glaubens mit dem Zeichen des Kreuzes.

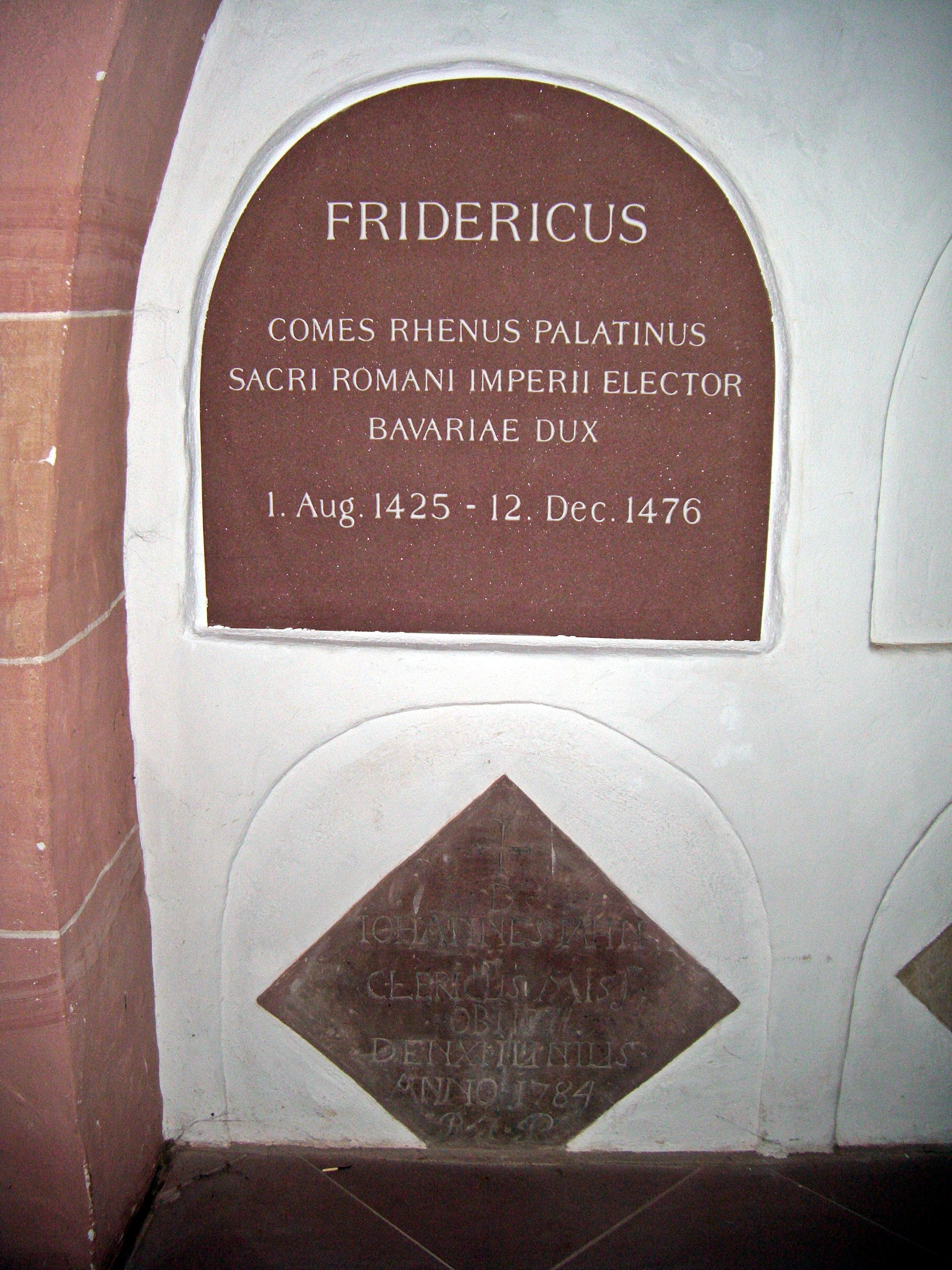
Grab von Kurfürst Friedrich dem Siegreichen in der Krypta der Kirche

Das Innere der Kirche ist ganz in Weiß gehalten. Nur die Kapitelle der Säulen sind grün gefasst und teilvergoldet. Im Innenraum befinden sich drei mit Fresken versehene Altäre. Am Hauptaltar wird das Pfingstwunder dargestellt, an den Nebenaltären die Aufnahme Marias in den Himmel und Joseph als Patron der katholischen Kirche. Die Altarbilder stammen aus dem Jahre 1871. Sie wurden von Andreas Müller und Ferdinand Keller geschaffen. Ebenfalls erst im 19. Jahrhundert geschaffen wurden die Kanzel aus Marmor und der gleichfalls aus dieser Zeit stammende kunstvolle Osterleuchter. 1905 schuf der Bildhauer Julius Seitz die Pietà im rechten Seitenschiff.
In jüngster Zeit wurde die Krypta mit den Gräbern von Angehörigen des Jesuitenkollegs und einer Gedenktafel für den langjährigen Pfarrer der Heilig-Geist-Gemeinde und Dekan Heidelbergs, Prälat und Domkapitular Richard Hauser, zugänglich gemacht. In der Krypta werden hin und wieder auch Andachten abgehalten. Zwei dort bestattete Jesuiten sind die Kirchenrechtler Peter Gallade (1708–1780) und Franz Xaver Holl (1720–1784).
An einer Säule im Langhaus erinnert eine Inschrift in lateinischer Sprache daran, dass sich in der Jesuitenkirche die sterblichen Überreste des Pfälzer Kurfürsten Friedrich des Siegreichen befinden; das Grab selbst ist ebenfalls in der Krypta.
In den Seitenschiffen befindet sich ein Kreuzweg mit 14 Stationen, der mit der Verurteilung Jesu durch Pontius Pilatus beginnt und mit der Grablegung Jesu endet.

## Ausstattung

### Orgeln
Die Jesuitenkirche hat zwei Orgeln, die beide von dem Orgelbauer Kuhn (Männedorf, Schweiz) erbaut wurden.

#### Hauptorgel

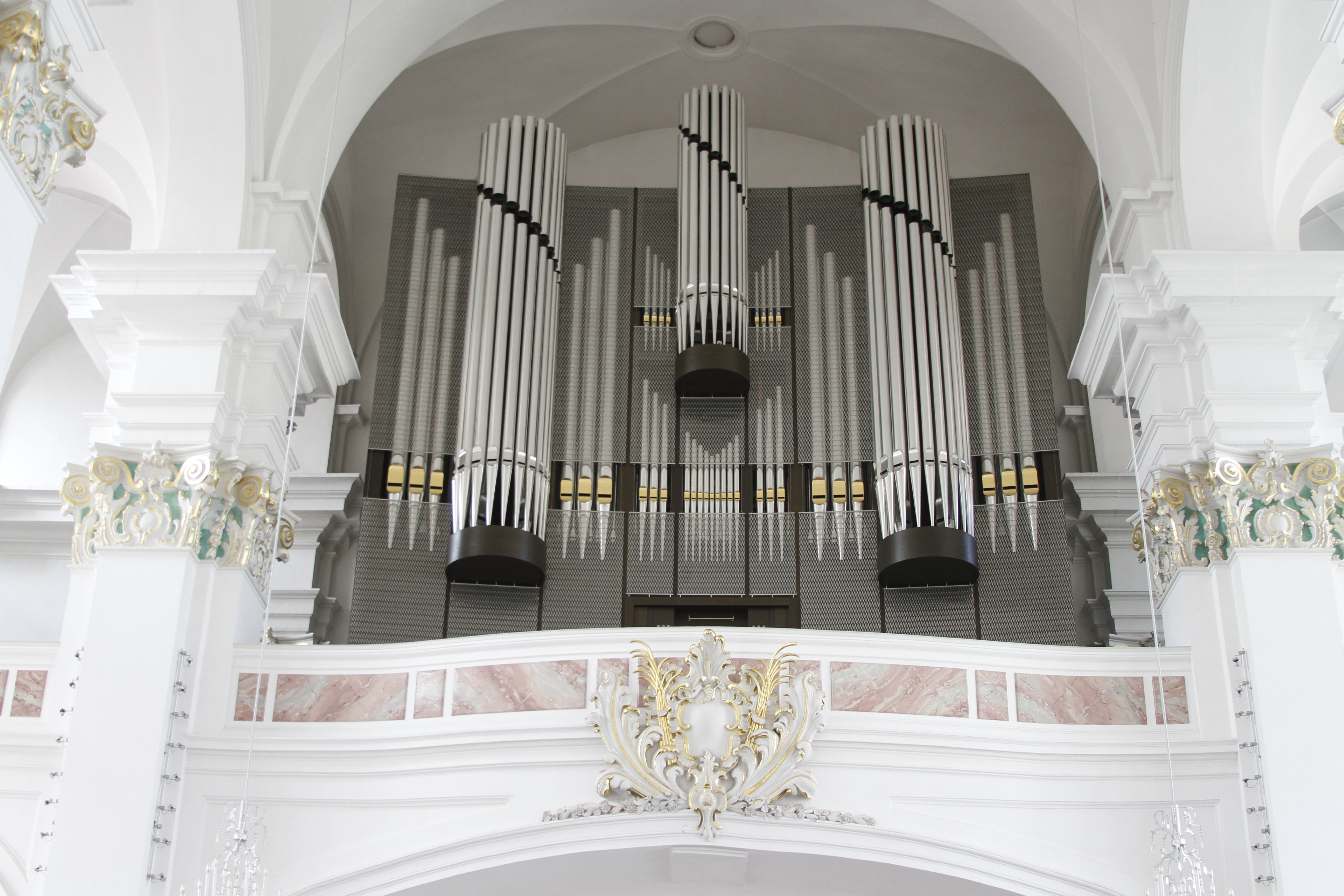
Hauptorgel (Kuhn, 2009)

Die aktuelle Hauptorgel auf der Empore wurde 2009 fertiggestellt und an Pfingsten dieses Jahres geweiht. Das Vorgängerexemplar war in den Jahren 1953–1955 von der Orgelbaufirma Steinmeyer erbaut worden; dieses Instrument wurde im Zuge der Innenrenovierung der Kirche von 2001 bis 2004 aufgegeben und steht heute im Orgelzentrum Valley bei Holzkirchen in Oberbayern. Dort wurde die ursprünglich als „unspielbar“ bewertete Orgel restauriert und ist mittlerweile wieder einsatzfähig. → Orgel
Die neue Hauptorgel in Heidelberg hat 54 klingende Register und drei Effektregister, verteilt auf drei Manuale und Pedal. Die Spieltrakturen sind mechanisch, die Registertrakturen mechanisch und elektrisch (Doppelregistratur). Das Instrument wurde äußerlich modern gestaltet, insbesondere durch das vor den Prospekt gehängte Edelstahlgewebe.
| I Hauptwerk C–a3 |                       |         |
| 01.              | Principal             | 16′     |
| 02.              | Principal             | 08′     |
| 03.              | Viola da Gamba        | 08′     |
| 04.              | Flauto amabile        | 08′     |
| 05.              | Majorflöte            | 08′     |
| 06.              | Blockflöte            | 04′     |
| 07.              | Octave I–II           | 04′     |
| 08.              | Quinte                | 02 ⁄3′  |
| 09.              | Superoctav            | 02′     |
| 10.              | Terz                  | 01 3⁄5′ |
| 11.              | Mixtur major V        |         |
| 12.              | Mixtur minor III–IV 0 | 01 ⁄3′  |
| 13.              | Cornett V             | 08′     |
| 14.              | Trompete              | 16′     |
| 15.              | Trompete              | 08′     |

| II Oberwerk C–a3 |                    |        |
| 16.              | Lieblich Gedackt 0 | 16′    |
| 17.              | Principal          | 08′    |
| 18.              | Gedackt            | 08′    |
| 19.              | Quintade           | 08′    |
| 20.              | Unda maris         | 08′    |
| 21.              | Octave             | 04′    |
| 22.              | Rohrflöte          | 04′    |
| 23.              | Nasard             | 02 ⁄3′ |
| 24.              | Sesquialter II     | 02 ⁄3′ |
| 25.              | Oktav              | 02′    |
| 26.              | Quinte             | 01 ⁄3′ |
| 27.              | Mixtur IV          | 02′    |
| 28.              | Clarinette         | 08′    |
|                  | Tremulant          |        |

| III Schwellwerk C–a3 |                            |        |
| 29.                  | Salizet                    | 16′    |
| 30.                  | Geigenprincipal            | 08′    |
| 31.                  | Aeoline                    | 08′    |
| 32.                  | Vox coelestis              | 08′    |
| 33.                  | Lieblich Gedackt           | 08′    |
| 34.                  | Flauto traverso            | 08′    |
| 35.                  | Fugara                     | 04′    |
| 36.                  | Flöte                      | 04′    |
| 37.                  | Piccolo                    | 02′    |
| 38.                  | Progressio Harmonica III–V | 02 ⁄3′ |
| 39.                  | Basson                     | 16′    |
| 40.                  | Trompette harmonique       | 08′    |
| 41.                  | Basson-Hautbois            | 08′    |
| 42.                  | Vox humana                 | 08′    |
| 43.                  | Clairon                    | 04′    |
|                      | Tremulant                  |        |

| Pedal C–f1 |                          |        |
| 44.        | Untersatz                | 32′    |
| 45.        | Principal                | 16′    |
| 46.        | Subbass                  | 16′    |
|            | Salizetbass (= Nr. 29) 0 | 16′    |
| 47.        | Oktavbass                | 08′    |
| 48.        | Violoncello              | 08′    |
|            | Gedackt (= Nr. 33)       | 08′    |
| 49.        | Superoctavbass           | 04′    |
| 50.        | Mixtur III               | 02 ⁄3′ |
| 51.        | Contraposaune            | 32′    |
| 52.        | Posaune                  | 16′    |
|            | Basson (= Nr. 39)        | 16′    |
| 53.        | Trompete                 | 08′    |
| 54.        | Clarine                  | 04′    |

- Koppeln: I/II, III/I, III/II, I/P,II/P,III/P
- Effektregister: Glockenspiel, Perkeo, Zimbelstern

Das Effektregister Perkeo imitiert den Klang zweier Weingläser, die angestoßen werden. Gleichzeitig erscheint auf der Orgel die Figur des Zwerges Perkeo in der Darstellung des Malers Giuseppe Blasotta.

#### Chororgel

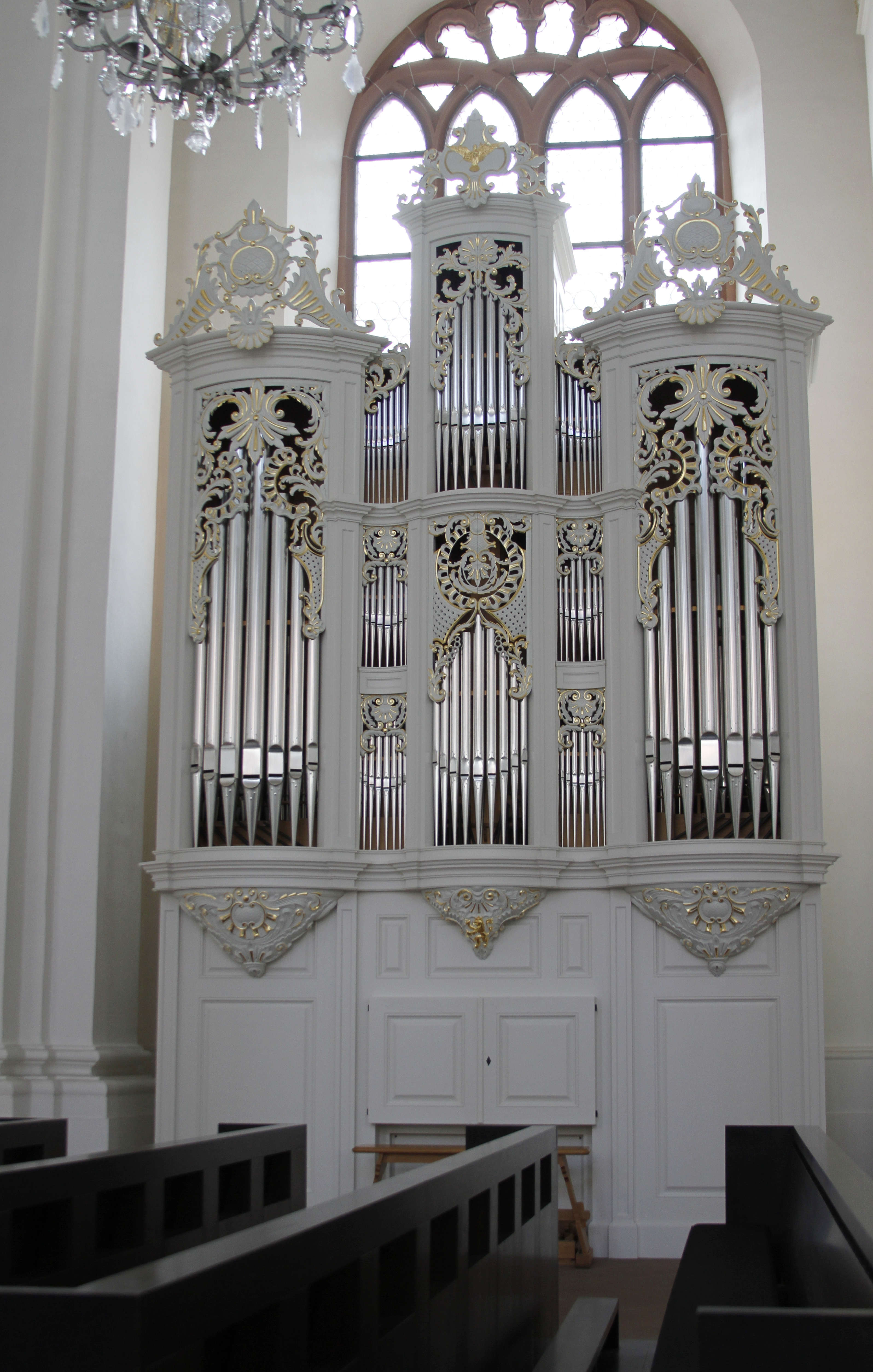
Die Chororgel

Die Chororgel im rechten Seitenschiff vorne wurde 2014 ebenfalls von der Orgelbaufirma Kuhn erbaut. Das Instrument wurde als ergänzender Kontrast zur Hauptorgel konzipiert. Es hat eine barocke Disposition und orientiert sich an Orgeln aus der Bauzeit der Jesuitenkirche, und zwar maßgeblich anhand von Instrumenten der kurpfälzischen Orgelbauerfamilie Wiegleb; aus deren Werkstatt stand bereits im 19. Jahrhundert eine Barockorgel in der Jesuitenkirche. Ausgangspunkt für den historisierenden Neubau waren insbesondere die Informationen aus dem  Werkstattbuch der Orgelbauer Wiegleb. Das Orgelgehäuse wurde in Anlehnung an die Wiegleb-Orgel in Ansbach und unter Berücksichtigung von Stilelementen der Jesuitenkirche entworfen.
Das Schleifladen-Instrument hat 18 Register auf zwei Manualwerken und Pedal. Die beiden Manualwerke sind in dem Hauptgehäuse untergebracht, das Pedal und die Windanlage in einem dahinter stehenden Nebengehäuse. Zwei Keilbälge versorgen die Orgel mit einem einheitlichen Winddruck. Die Windanlage verfügt über ein elektrisches Gebläse, lässt sich aber zudem auch traditionell durch Bälgetreter bedienen.
| I Hauptwerk C–d3 |                  |    |
| 1.               | Principal        | 8′ |
| 2.               | Großgedackt      | 8′ |
| 3.               | Violdigamb       | 8′ |
| 4.               | Octav            | 4′ |
| 5.               | Quint            | 3′ |
| 6.               | Sexquialter II 0 | 3′ |
| 7.               | Octav            | 2′ |
| 8.               | Mixtur IV        | 2′ |
| 9.               | Trompet          | 8′ |

| II Oberwerk C–d3 |           |       |
| 10.              | Gedackt 0 | 8′    |
| 11.              | Principal | 4′    |
| 12.              | Flaut     | 4′    |
| 13.              | Salicinal | 4′    |
| 14.              | Octav     | 2′    |
| 15.              | Quint     | 1 ⁄3′ |

| Pedal C–d1 |                |     |
| 16.        | Subbass        | 16′ |
| 17.        | Oktavbass      | 08′ |
| 18.        | Posaunenbass 0 | 16′ |

- Koppeln: II/I (Schiebekoppel), I/P (Ventil-/Windkoppel)

### Geläut
Im Turm der Jesuitenkirche hängen, verteilt auf zwei Glockenstuben, insgesamt 10 Glocken.
| Nr. | Name                | Gießer                     | Gussjahr | Durchmesser (mm) | Gewicht (kg) | Schlagton (16tel) |
| --- | ------------------- | -------------------------- | -------- | ---------------- | ------------ | ----------------- |
| 1   | Pius                | Carl Rosenlächer, Konstanz | 1870     | 1874             | 4080         | b0 – 5            |
| 2   | Salvator resurgens  | F. W. Schilling            | 1959     | 1608             | 2846         | des1 – 4          |
| 3   | Sanctus Spiritus    | F. W. Schilling            | 1959     | 1418             | 1980         | es1 – 5           |
| 4   | Sancta Maria        | F. W. Schilling            | 1959     | 1259             | 1385         | f1 – 5            |
| 5   | St. Michael         | F. W. Schilling            | 1959     | 1186             | 1147         | ges1 – 3          |
| 6   | St. Johannes        | F. W. Schilling            | 1959     | 1048             | 820          | as1 – 4           |
| 7   | Beatus Bernardus    | F. W. Schilling            | 1959     | 1034             | 787          | b1 – 5            |
| 8   | St. Ignatius        | F. W. Schilling            | 1959     | 856              | 466          | des2 – 3          |
| 9   | St. Joseph          | Glockengießerei Heidelberg | 1980     | 782              | 364          | es2 – 2           |
| 10  | Franciscus Xaverius | Glockengießerei Heidelberg | 1980     | 689              | 249          | f2 – 2            |

## Pfarrgemeinde Heilig Geist
Die Jesuitenkirche ist bis heute katholische Hauptkirche für Heidelberg. Pfarrer waren Richard Hauser (1943–1980), der zeitweise auch (bis 1957) als Hochschulpfarrer und danach als Dekan amtierte, Fridolin Keck (1980–1999) und Klaus von Zedtwitz (1999–2006), welcher von 2001 bis 2006 ebenfalls Dekan war. Seit 2006 amtierte Joachim Dauer als Pfarrer, der erster Dekan des 2008 neu gebildeten Dekanats Heidelberg-Weinheim wurde. Nach zwei Amtszeiten wurde er 2019 von Alexander Czech abgelöst, der sich mit Johannes Brandt die Leitung der Stadtkirche teilt. Alle genannten Pfarrer der Gemeinde waren bzw. sind mit ihrem Amt auch gleichzeitig Lehrbeauftragte für Katholische Theologie an der evangelischen Theologischen Fakultät der Ruprecht-Karls-Universität Heidelberg.
Neben Gottesdiensten und verschiedenen weiteren Gemeindeveranstaltungen finden in der Jesuitenkirche auch Kirchenmusik-Konzerte statt, sowohl in die Gottesdienste eingebunden als auch als Einzelveranstaltungen. Zur Gemeinde gehören die kleine Barockkirche St. Anna und der Kindergarten Christophorus, die alle ebenfalls in der Altstadt liegen. Das Krankenhaus St. Vincentius ist 2005 in die Trägerschaft der Evangelischen Stadtmission Heidelberg übergegangen. Gegenüber der Jesuitenkirche befindet sich das Haus der Begegnung, in dem auch das Dekanat untergebracht ist. Die Jesuitenkirche ist die katholische Universitätskirche, auf dem Gemeindegebiet liegt auch die in der Altstadt angesiedelte katholische Studentengemeinde.
Von 2004 bis 2014 bildeten die katholischen Nachbargemeinden Schlierbach und Ziegelhausen, beide St. Laurentius, zusammen mit der katholischen Heilig-Geist-Gemeinde Heidelberg-Altstadt eine Seelsorgeeinheit, betreut durch drei Pfarrer. Seit dem 1. Januar 2015 sind die zwölf Pfarreien aus Heidelberg und Eppelheim mit etwa 40.000 Katholiken zur Seelsorgeeinheit „Katholische Stadtkirche Heidelberg“ zusammengeschlossen. Die Pfarrgemeinderäte auf der Ebene der Seelsorgeeinheit wurden erstmals am 15. März 2015 gewählt.